# Alto Alegre (Córdoba)
Alto Alegre is een plaats in het Argentijnse bestuurlijke gebied Unión in de provincie Córdoba. De plaats telt 709 inwoners.